# Frederick McEvoy
Frederick Joseph "Freddie" McEvoy, född 12 februari 1907 i Saint Kilda i Australien, död 7 november 1951, var en brittisk bobåkare.
McEvoy blev olympisk bronsmedaljör i fyrmansbob vid vinterspelen 1936 i Garmisch-Partenkirchen.